# Dauntaun Hiirōzu
Dauntaun Hiirōzu é um filme de drama japonês de 1988 dirigido e escrito por Yoji Yamada. Foi selecionado como representante do Japão à edição do Oscar 1989, organizada pela Academia de Artes e Ciências Cinematográficas.

## Elenco
- Hiroko Yakushimaru - Fusako Nakahara
- Hashinosuké Nakamura - Kosuke Shima
- Toshiro Yanagiba - Onkel
- Toshinori Omi - Arles
- Tetta Sugimoto - Gan
- Shinobu Sakagami - Chopinski
- Eri Ishida - Sakiko Taniguchi
- Chieko Baisho - mãe de Kosuke
- Kiyoshi Atsumi
- Shikan Nakamura
- Keiko Awaji